# Kariatide

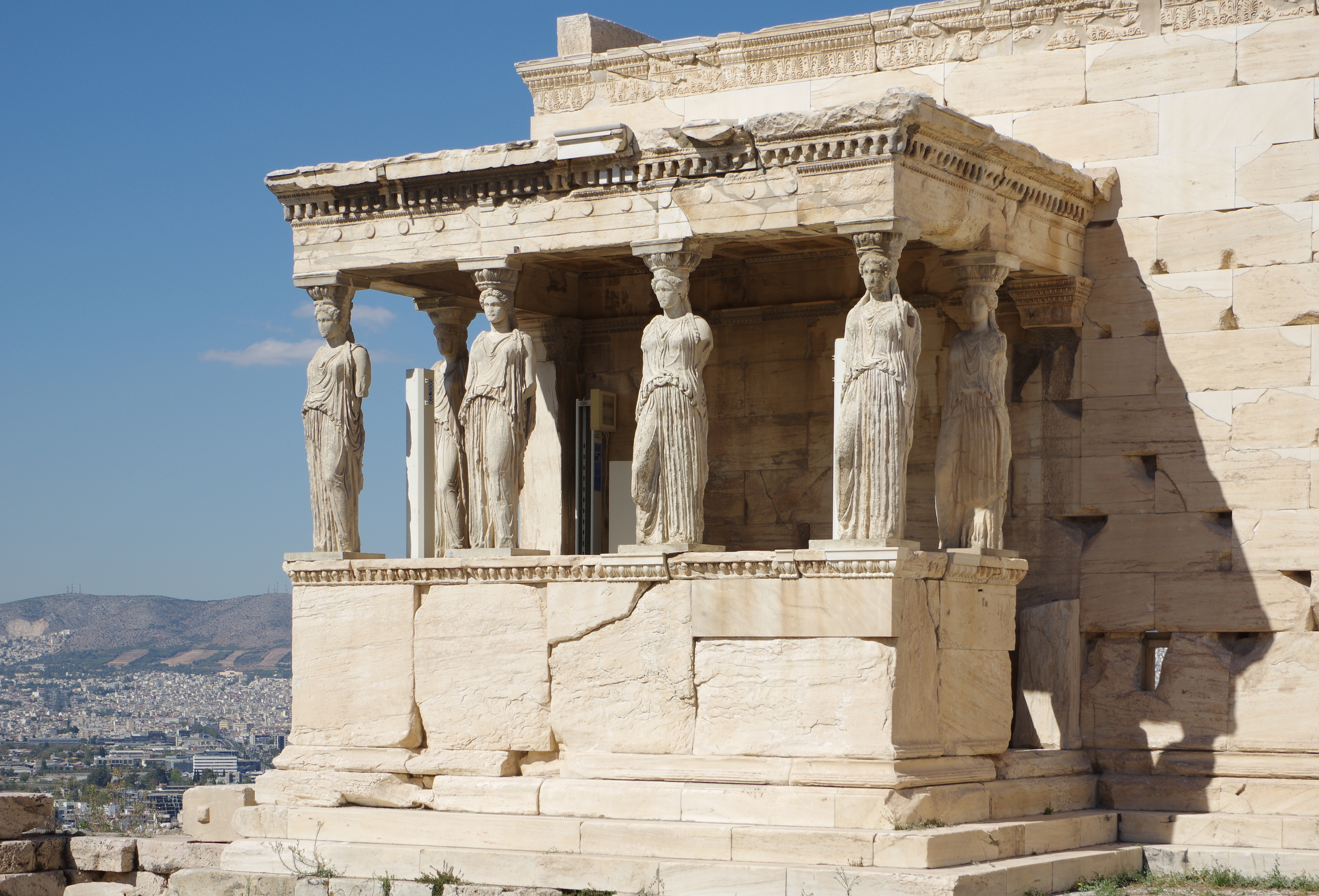
De Kariatidetribune van het Erechtheion, Athene

Kariatiden (enkelvoud: kariatide, ook caryatide) zijn vrouwenbeelden die als pilaren of pilasters dienstdoen. Kariatide is een samengesteld Grieks woord voor 'vrouw uit Karië', in de klassieke oudheid een landstreek in het zuidwesten van Klein-Azië.

## Oorsprong
Bij Vitruvius vinden we de volgende verklaring voor de origine van de kariatiden: in de oorlog van de Grieken tegen de Perzen steunden de bewoners van Karië, de Kariërs, de Perzen. Toen de Grieken uiteindelijk de oorlog tegen de Perzen gewonnen hadden, werden de Kariërs daarvoor gestraft. De Karische mannen werden gedood en de vrouwen werden tot slaaf gemaakt. De vrouwen moesten voor straf een 'eeuwige' last dragen, en sindsdien werden deze in de oudheid gebruikt in de Egyptische en Griekse architectuur. 

## Voorbeelden
De zes kariatiden van het Erechtheion, zijn werelderfgoed en internationaal gekend. De beelden, grootte ca. 220 cm, zijn in natuursteen gekapt door een onbekende steenhouwer. Een exemplaar bevindt zich sinds 1816 in Londen, en is onderwerp van een diplomatiek dispuut tussen beide landen. De figuren zijn opgebouwd volgens de contraposthouding (met een steunbeen en een speelbeen) die een zekere dynamiek aan de beelden meegeeft. Dit geeft ook een ander uitzicht aan de bedekkende kledij. De bekleding van het steunbeen heeft het aanzicht van de cannelures van tempelzuilen.
Het is een veelgebruikt siermotief in de architectuur van de renaissance, en die van de 18e en 19e eeuw. De voorgevel van de Winkel van Sinkel in Utrecht is versierd met bronzen kariatiden. Bij het uitladen van deze kariatiden uit het vrachtschip brak indertijd de stadskraan bij het Wed. In Parijs zijn de Wallace-fonteinen versierd met kariatiden.
Wanneer mannelijke beelden in deze functie worden gebruikt, worden ze atlanten genoemd.

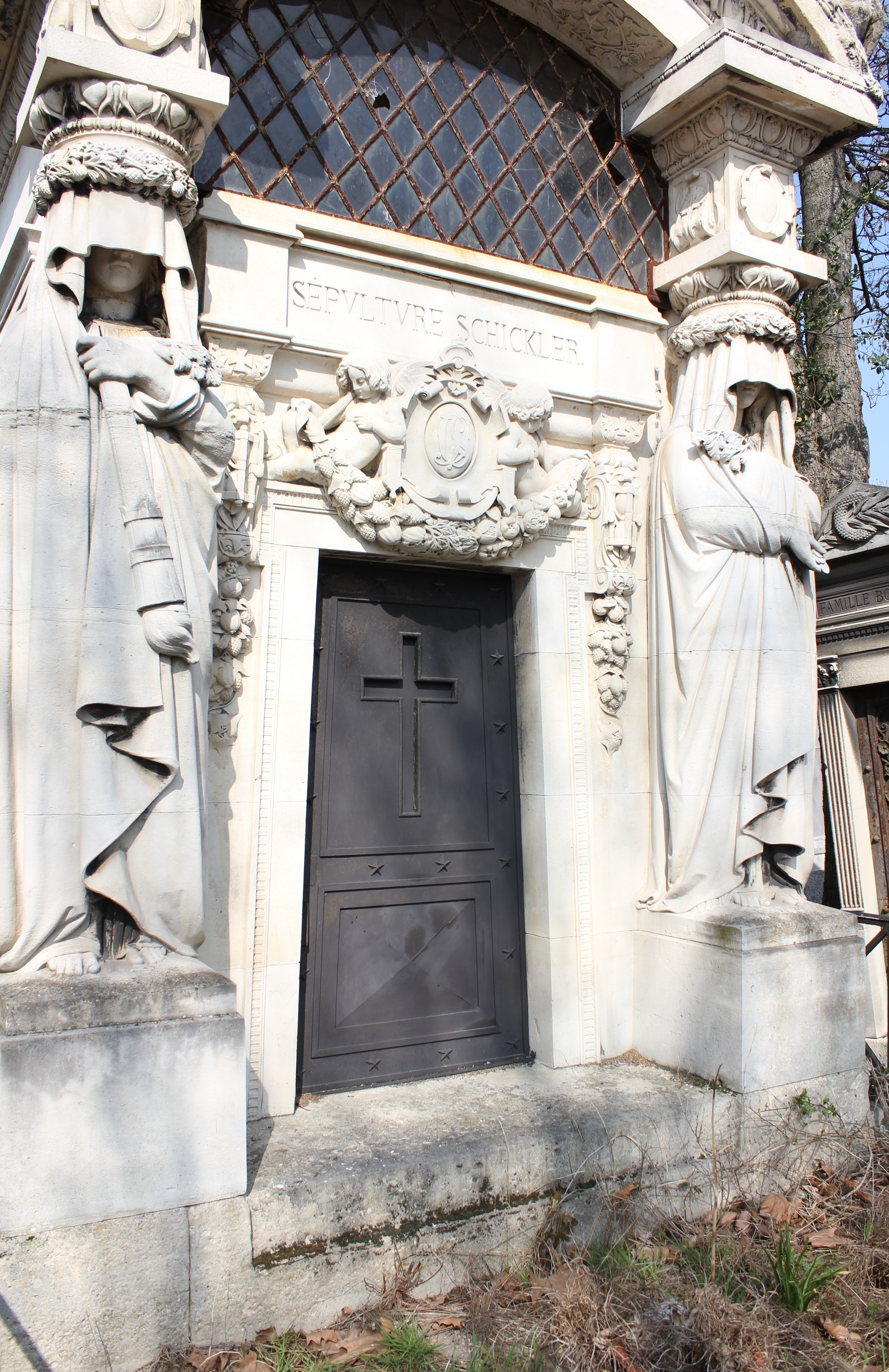
Grafkapel Schickler, Parijs
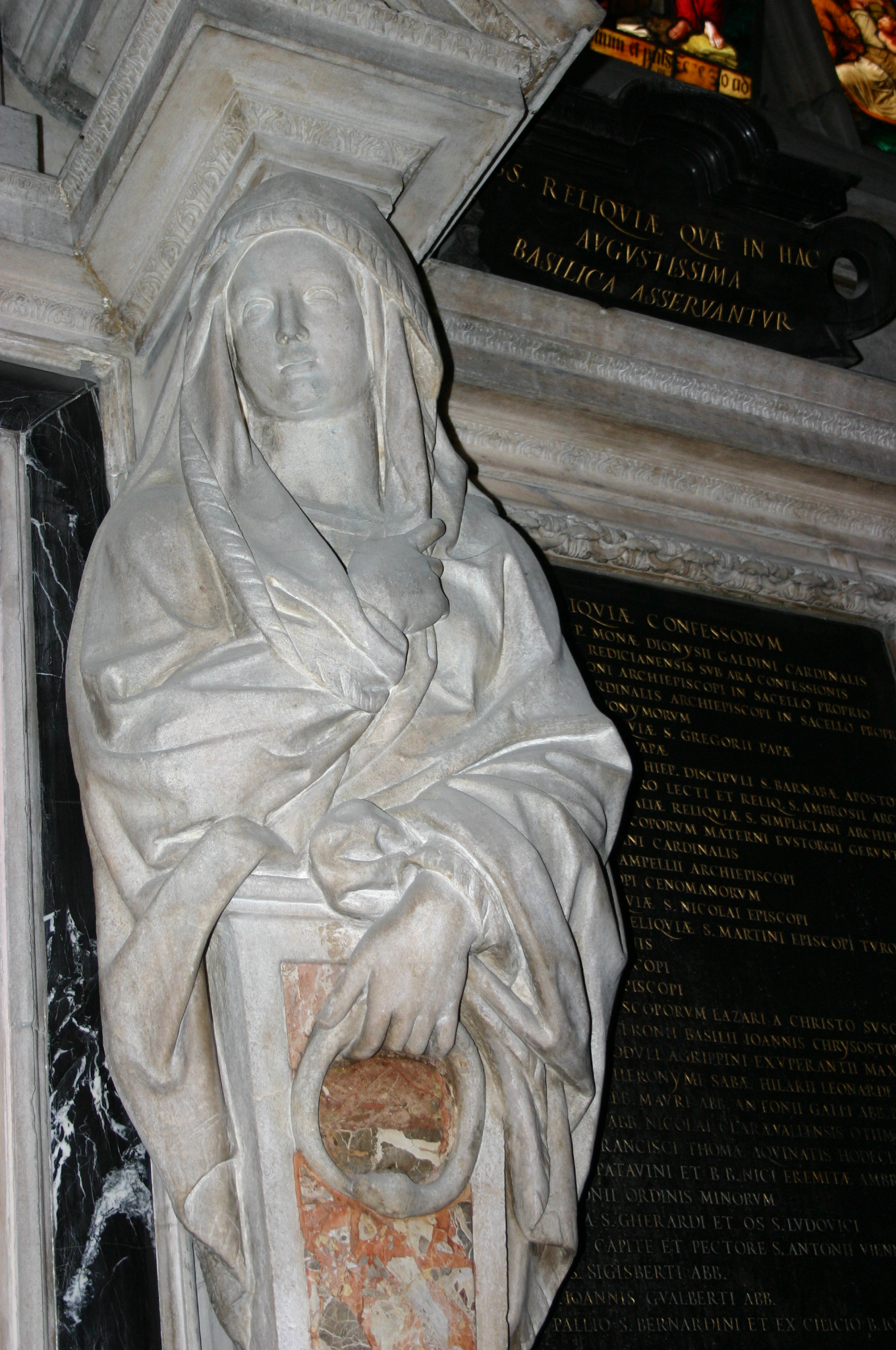
Kariatide met ouroboros, de eeuwige cirkel
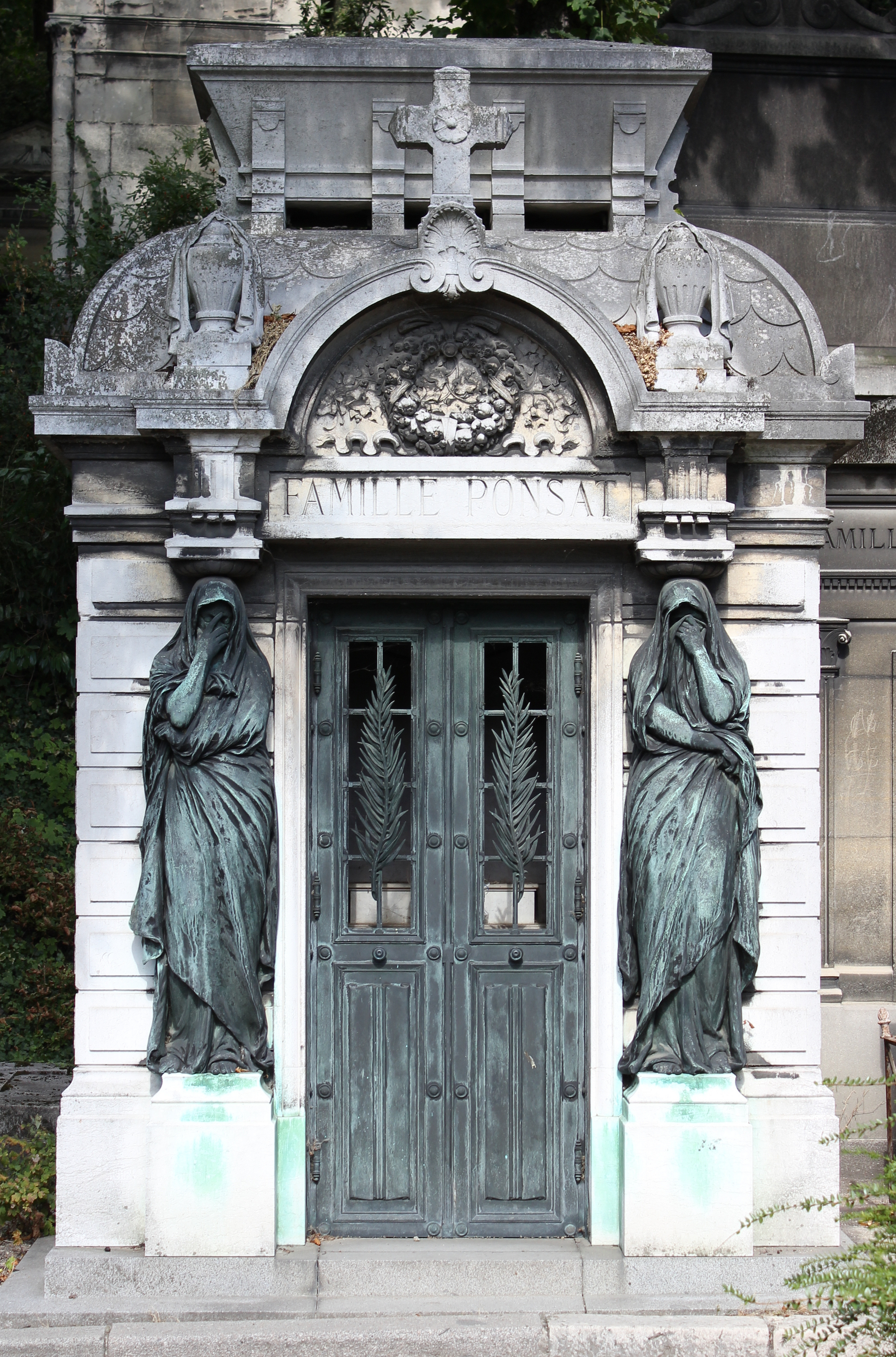
Praalgraf Ponsat, versierd met 2 kariatiden in brons, Parijs
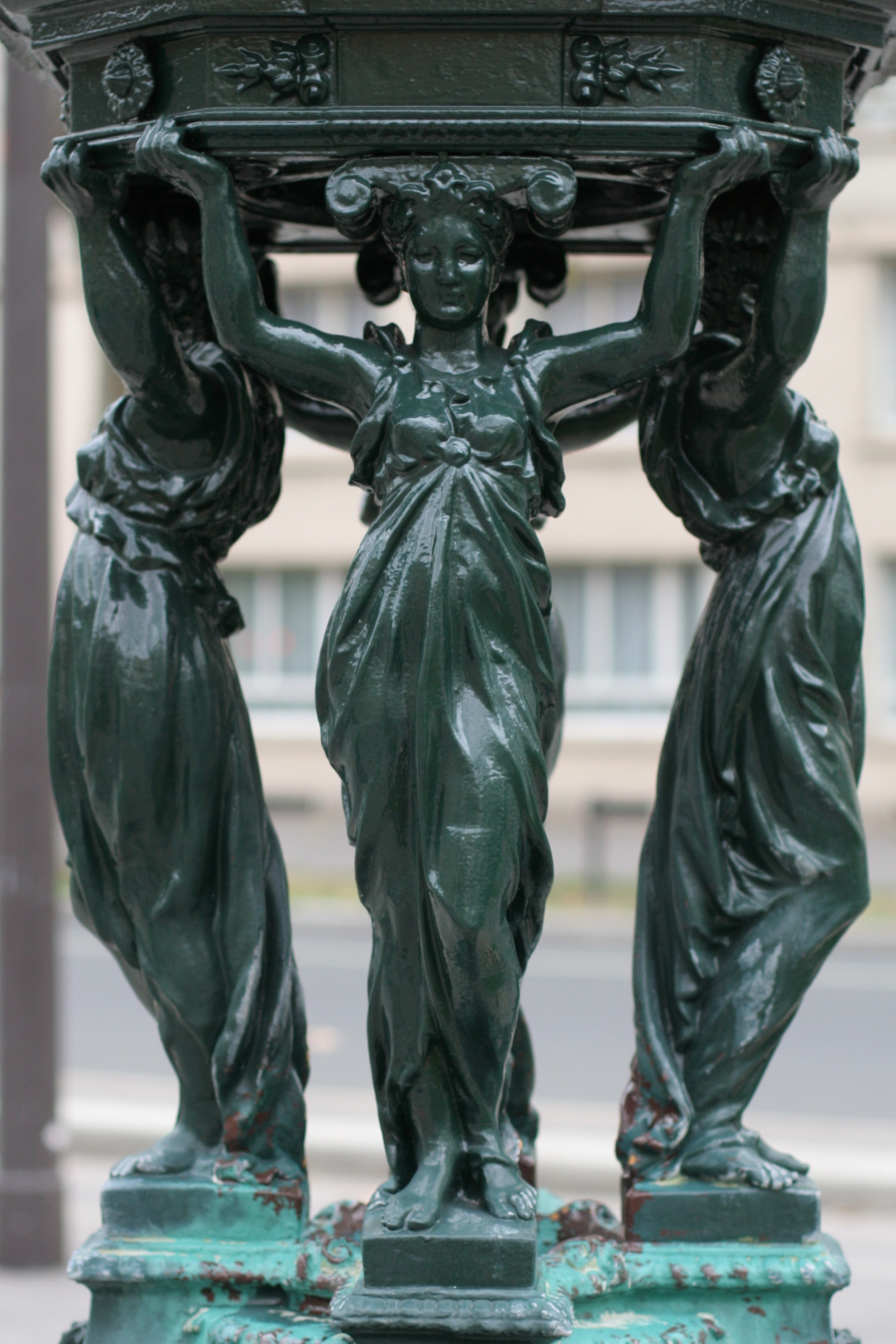
De Wallace-Kariatides, Parijs
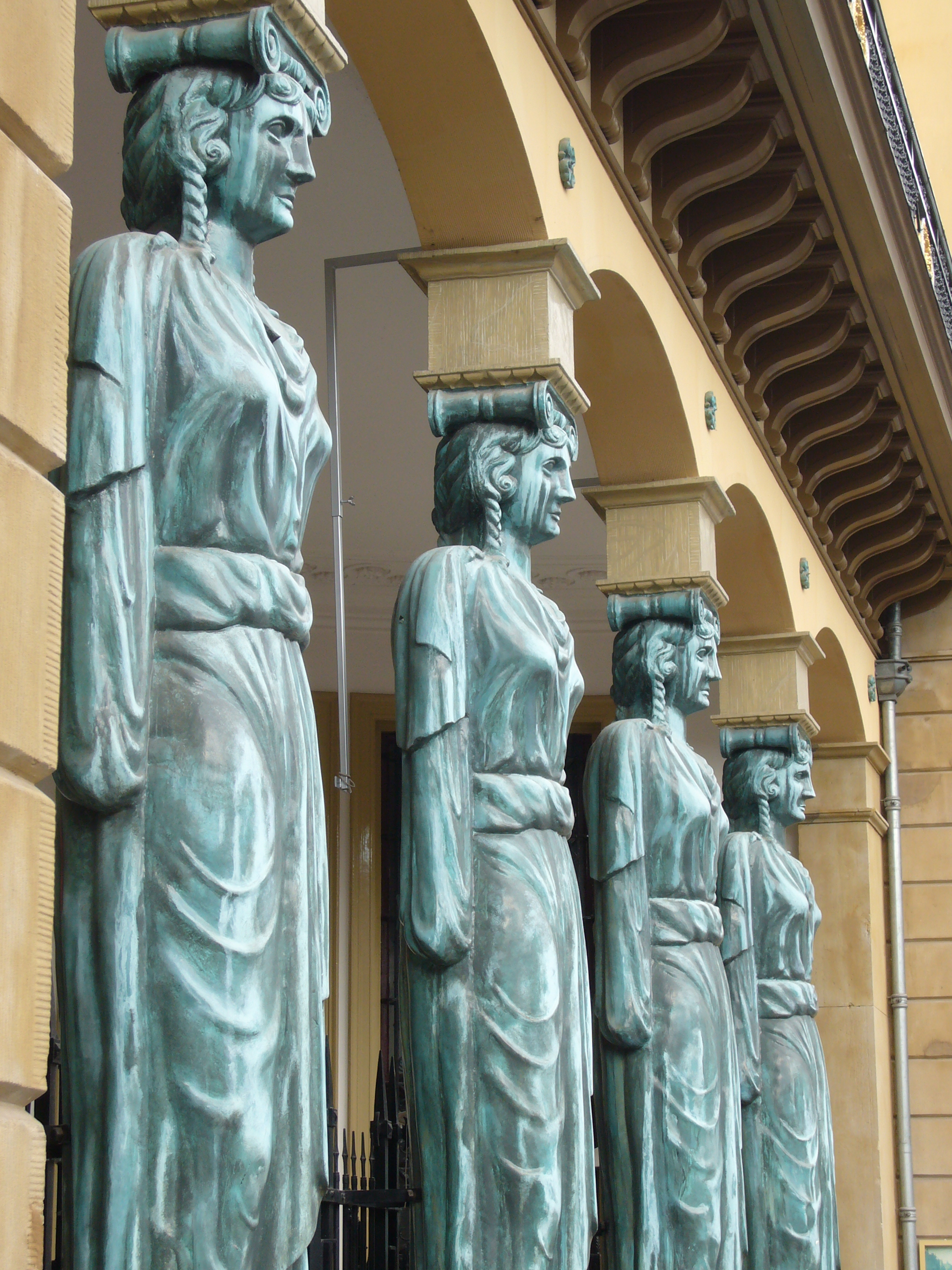
Kariatiden in de gevel van de Winkel van Sinkel in Utrecht